# Philippe Buchez

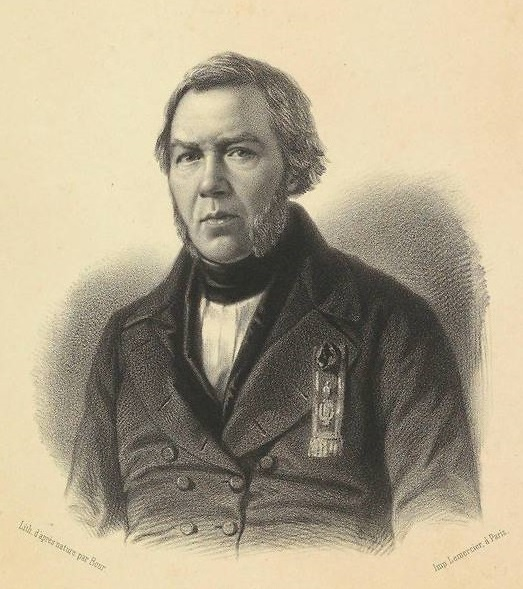

Philippe Joseph Benjamin Buchez (* 31. März 1796 in Matagne-la-Petite; † 11. August 1865 in Rodez) war ein französischer Politiker und Historiker. Er gilt als Ideologe des christlichen Sozialismus. Die Zeitschrift L’Atelier wurde von ihm gegründet.